# Prix Alibis
Le prix Alibis récompense une nouvelle noire ou un polar inédit, écrit en français par un auteur du Québec ou du Canada. Le lauréat reçoit une bourse de 1 000 $, un voyage d'une semaine en France et sa nouvelle est publiée dans la revue Alibis.

## Lauréats
- 2005 - Luc Baranger
- 2006 - Benoît Bouthillette
- 2007 - André Jacques
- 2008 - Frédéric Hardel
- 2009 - David Sionnière
- 2010 - Richard Ste-Marie
- 2011 - Geneviève Blouin
- 2012 - Véronique Bessens
- 2013 - Natasha Beaulieu
- 2014 - Mathieu Croisetière
- 2015 - Camille Bouchard